# Maria Addolorata

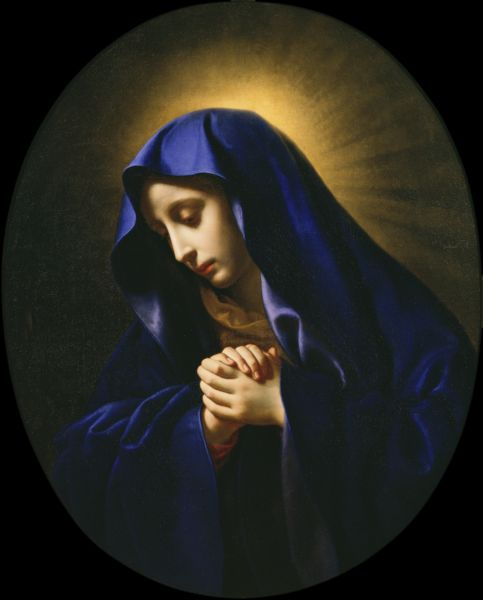
Carlo Dolci, Mater Dolorosa, olio su tela, 1650 circa.

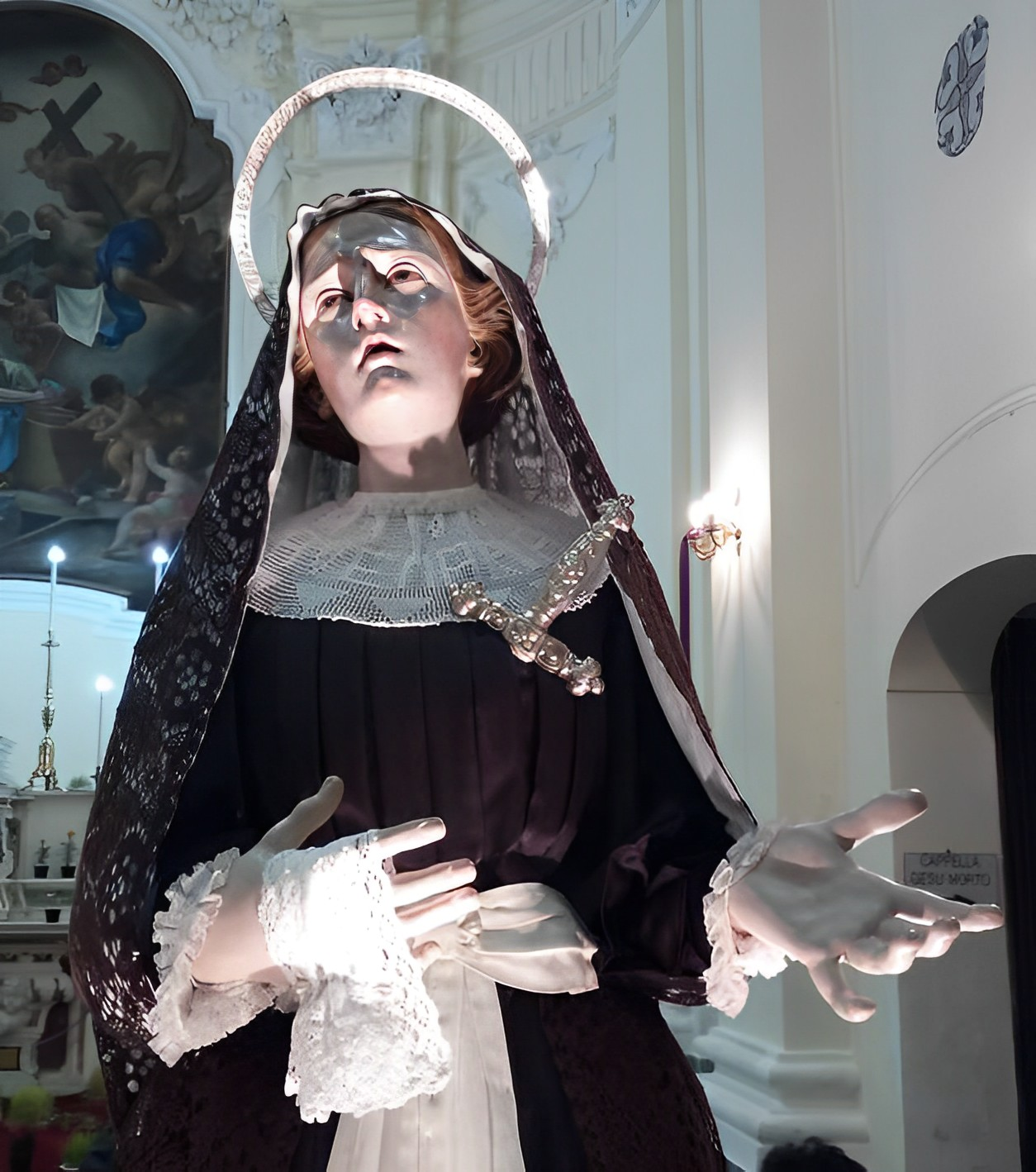
Simulacro dell'Addolorata del sec. XVIII di autore ignoto, chiesa di Santa Maria Maddalena – Capua.

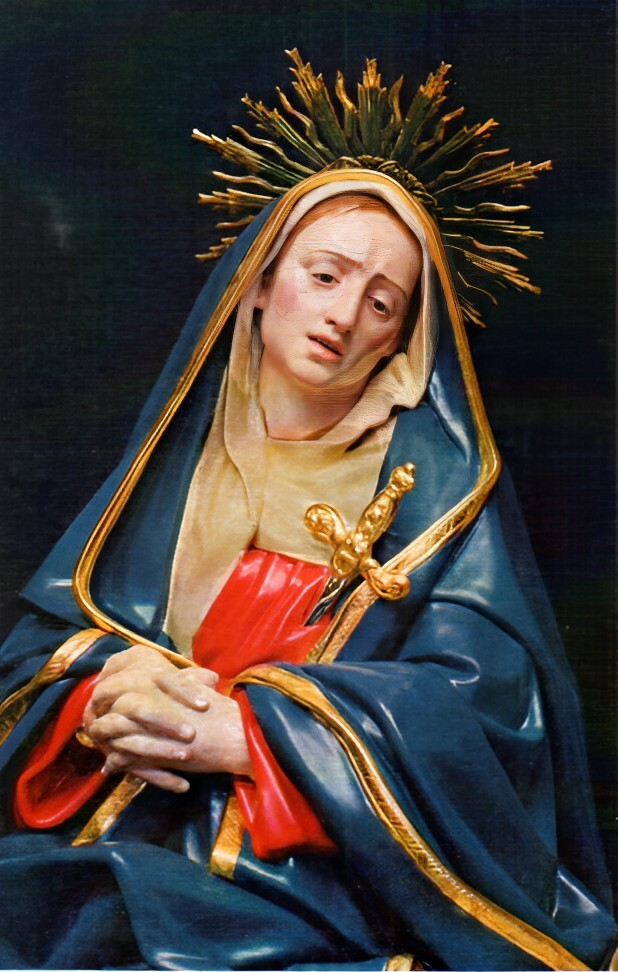
Chiesa di san Giuseppe - rione di Porta Roma (Capua).

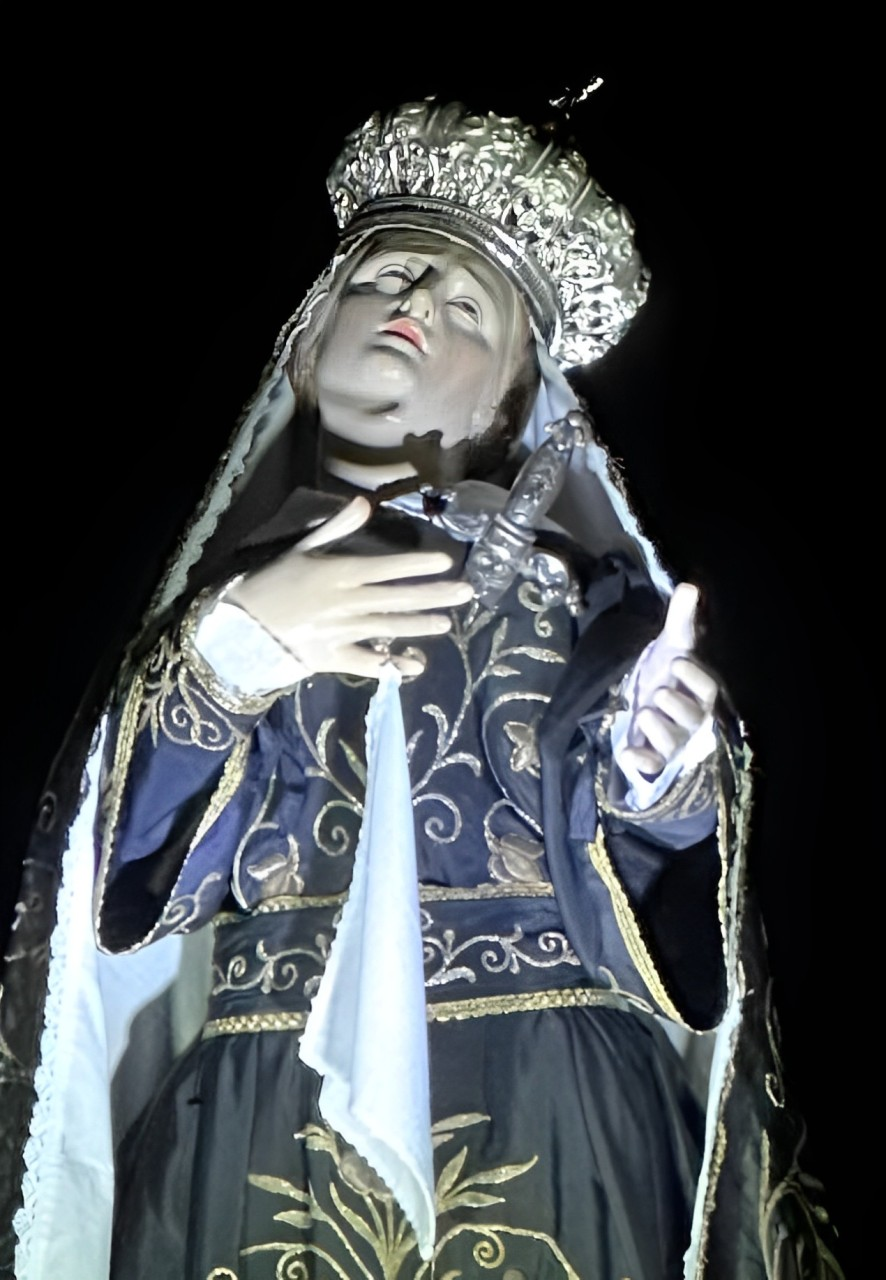
Chiesa san Giovanni evangelista, frazione Pantuliano di Pastorano (Caserta) - Beata Vergine Addolorata

Maria Addolorata (o Maria Dolorosa, Madonna Addolorata, L'Addolorata oppure Madonna dei sette dolori), in latino Mater Dolorosa, è un titolo con cui viene molte volte chiamata ed invocata dai cristiani Maria, la madre di Gesù.
Il titolo si basa su alcuni momenti della vita di Maria descritti nei vangeli.

## Il culto dei sette dolori di Maria

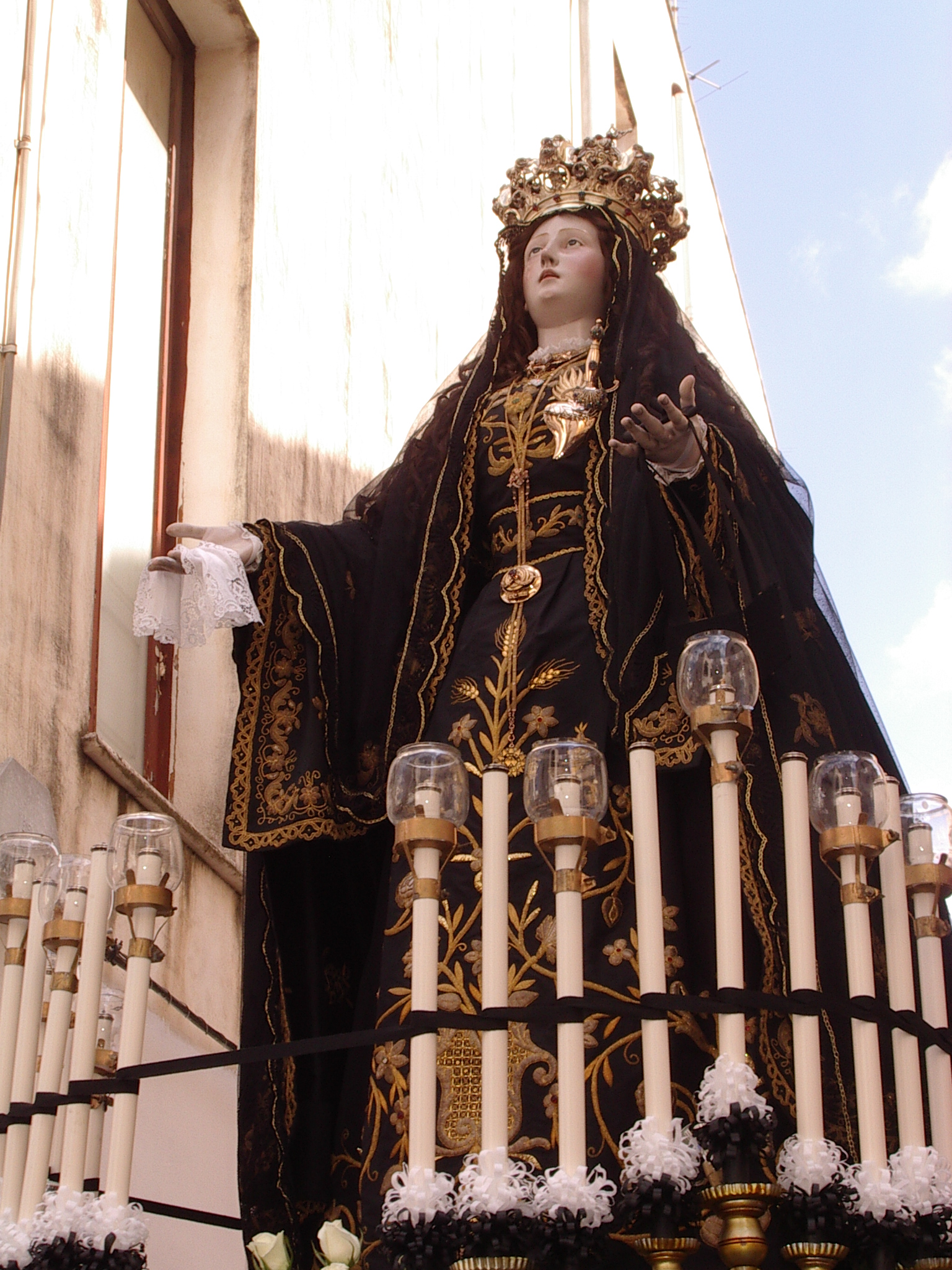
Simulacro della Madonna Addolorata custodito nella Confraternita del Carmine, Gallipoli (Italia).

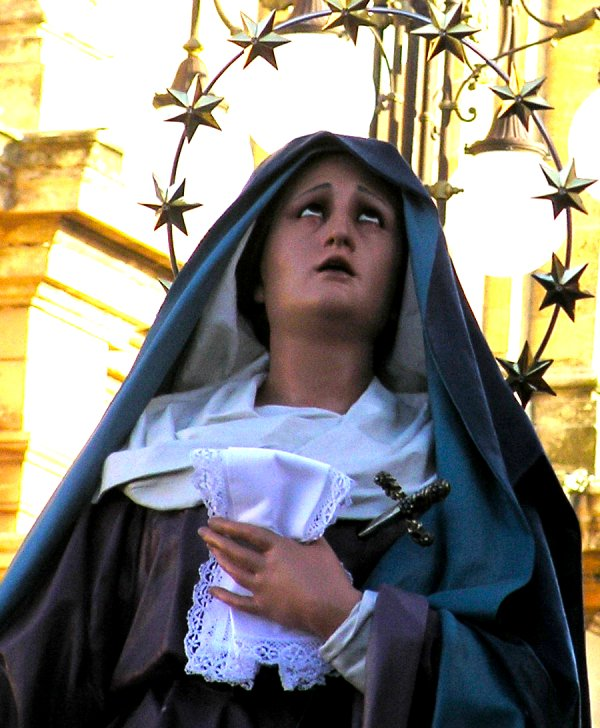
Maria Addolorata. Statua conservata a Zeitun, Malta.

Tradizionalmente, dalla lettura dei Vangeli, i cristiani hanno enucleato sette dolori affrontati da Maria.

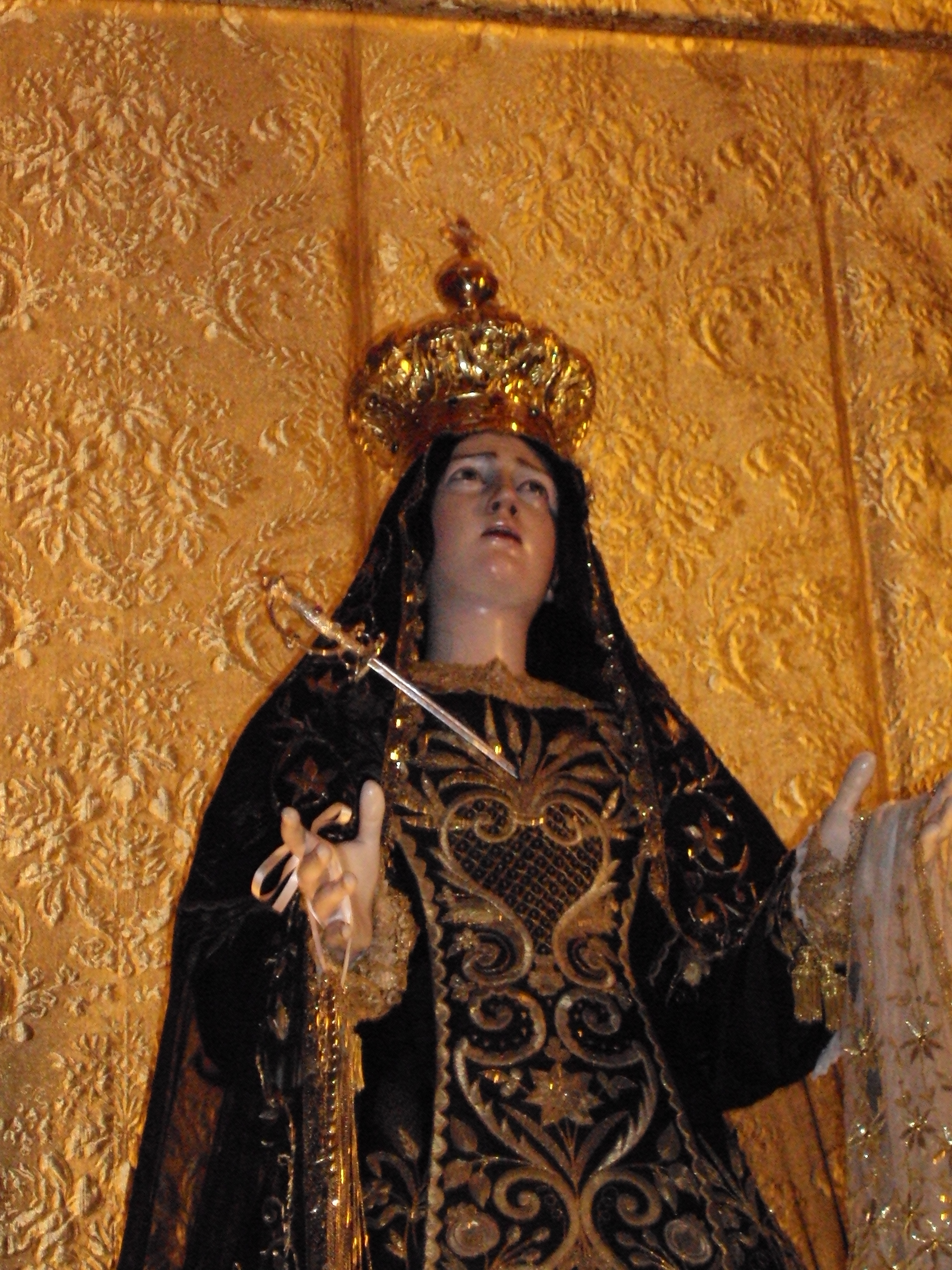
Beata Vergine Maria Addolorata. Statua conservata a Castellaneta.

I) Profezia dell'anziano Simeone sul Bambino GesùNel Vangelo secondo Luca il vecchio Simeone preannuncia a Maria le difficoltà che dovrà incontrare e superare: « Simeone li benedisse e parlò a Maria, sua madre: Egli è qui per la rovina e la risurrezione di molti in Israele, segno di contraddizione perché siano svelati i pensieri di molti cuori. E anche a te una spada trafiggerà l'anima. »  ( Luca 2,34-35, su laparola.net.)
II) La fuga in Egitto della Sacra famigliaMaria e Giuseppe devono fuggire in Egitto per mettere in salvo il loro figlio Gesù durante la persecuzione di Erode (Matteo 2,13-21).
III) La perdita del Bambin Gesù nel TempioQuando Gesù ha 12 anni Maria e Giuseppe lo perdono per tre giorni nel Tempio di Gerusalemme (Luca 2,41-51)
IV) L'incontro di Maria e Gesù lungo la Via CrucisQuando Gesù sale al Calvario portando la croce Maria lo incontra (tradizionale, non biblico).
V) Maria ai piedi della croce dove Gesù è crocifissoIl Vangelo secondo Giovanni riporta che Maria si ferma sotto la croce sulla quale è crocifisso Gesù: « Stavano presso la croce di Gesù sua madre, la sorella di sua madre, Maria di Clèofa e Maria di Màgdala. Gesù allora, vedendo la madre e lì accanto a lei il discepolo che egli amava, disse alla madre: «Donna, ecco il tuo figlio!». Poi disse al discepolo: «Ecco la tua madre!». E da quel momento il discepolo la prese nella sua casa. »  ( Giovanni 19,25-27, su laparola.net.)
VI) Maria accoglie nelle sue braccia Gesù mortoDopo che Gesù è morto e deposto dalla croce Maria lo accoglie tra le sue braccia prima che venga sepolto (tradizionale, non biblico).
VII) Maria vede seppellire GesùMaria è presente quando Gesù viene deposto nel sepolcro da cui risorgerà dopo tre giorni (tradizionale, non biblico).

### Indulgenza nella Chiesa cattolica
( don Giuseppe Riva, coi Tipi di Antonio Valentini e C., Manuale di Filotea, ed.ne decimaterza (riveduta e aumentata), Milano, Libraio Serafino Maiocchi, Contrada de' Profumieri n. 3219, Agosto 1860,  p. 475.)

### Le origini del culto
La devozione alla Vergine Addolorata si sviluppa a partire dalla fine dell'XI secolo, con un primo cenno a celebrazioni dei suoi 5 gaudi e dei suoi cinque dolori, simboleggiati da 5 spade, anticipatrici della celebrazione liturgica istituita più tardi. Quando un ignoto scrisse Il Liber de passione Christi et dolore et planctu Matris eius iniziano le composizioni sul tema del Pianto della Vergine. Nel XII secolo, anche a seguito di apparizioni della Madonna, si ebbe un incremento di questo culto e la composizione dello Stabat Mater attribuito a Jacopone da Todi.
Ma la sua storia ha un inizio preciso: il 15 agosto 1233, quando sette nobili fiorentini iscritti all'Arte dei Mercanti e poeti-attori della compagnia dei Laudesi erano soliti esprimere il loro amore a Maria in laudi davanti a un'immagine dipinta su parete di una via, come i giullari facevano con la donna amata. Improvvisamente videro l'immagine animarsi, apparire addolorata e vestita a lutto per l'odio fratricida che divideva Firenze. Questi giovani gettarono le armi, indossarono un abito a lutto, istituirono la compagnia di Maria Addolorata, detta dei Serviti e si ritirarono in penitenza e preghiera sul Montesenario.
Con il passare dei secoli vennero create varie espressioni di devozione: la Madonna ai piedi della Croce; la Compagnia dell'abito; la Confraternita dei Sette Dolori approvata da Roma nel 1645; il Terz'ordine; la Corona dell'Addolorata; le varie Congregazioni femminili all'Addolorata, ecc. Tra il 1668 e il 1690 le iniziative di culto da parte dei Servi di Maria favorirono la diffusione del culto della Madonna dei Dolori. Intanto il 9 giugno 1668 la Congregazione dei Riti permise all'Ordine di celebrare la messa votiva dei Sette Dolori della Beata Vergine. Nel relativo decreto si faceva menzione del fatto che i Servi di Maria portavano l'abito nero in memoria della vedovanza di Maria e dei dolori che essa sostenne nella passione del Figlio.
Inizialmente il culto dell'Addolorata era collegato alla Settimana Santa, poi è nata la sua festa, originariamente celebrata il venerdì prima della Settimana Santa o dopo la Pasqua ed infine al 15 settembre, in relazione alla festa dell'Esaltazione della Santa Croce, celebrata il giorno precedente. Ancor oggi in alcune località è festeggiata alle antiche date. Il culto dell'Addolorata è poi anche sottolineato dalle diffusione delle preghiere all'Addolorata e dalla recita del rosario dei sette dolori, specialmente nella Settimana Santa.

### I simboli

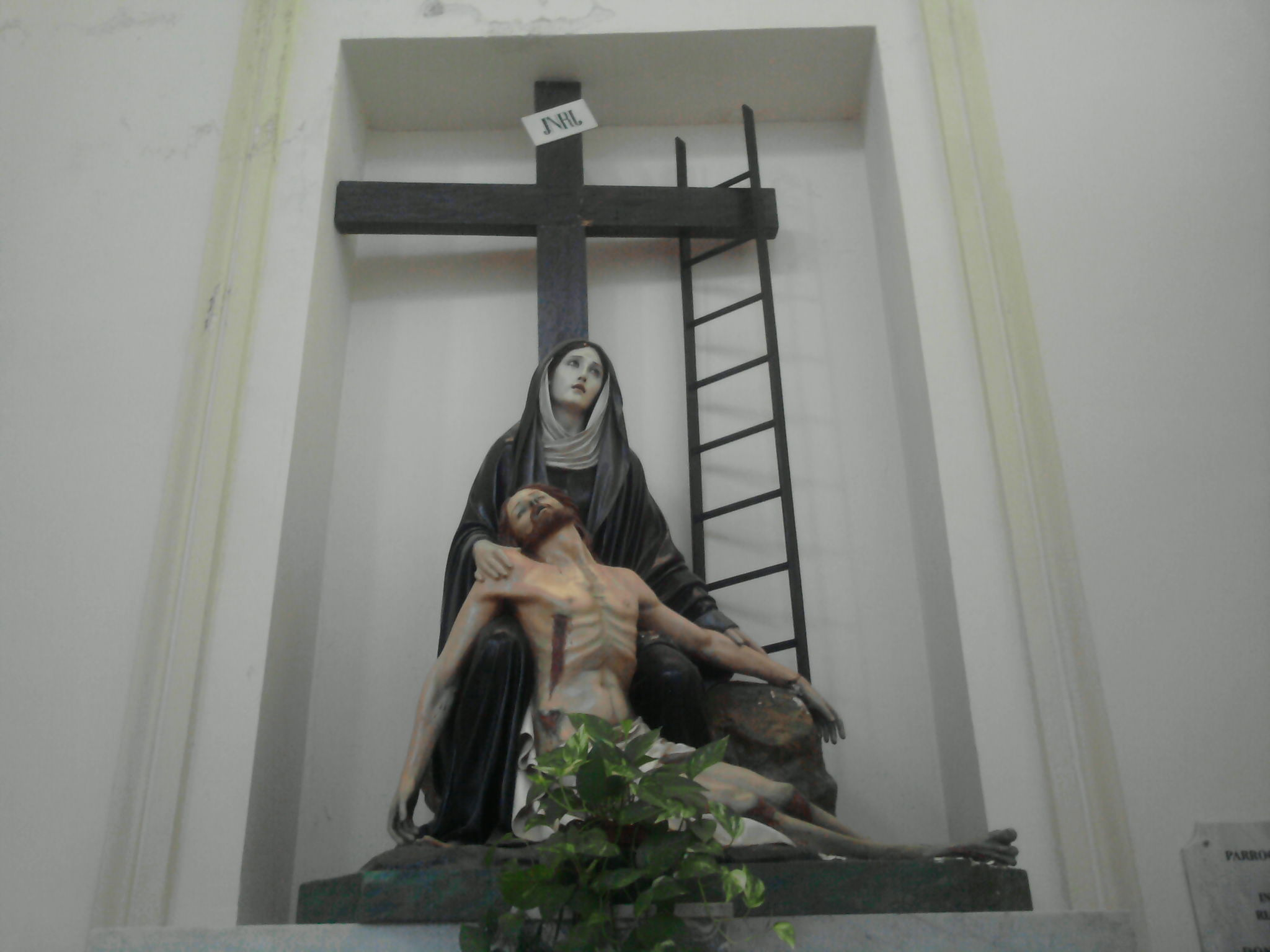
Complesso della Deposizione custodito nella chiesa di Maria Santissima del Soccorso di Palmi.

I simboli che meglio identificano questo tipo di immagine sono: una, cinque o sette spade conficcate nel cuore, a volte evidenziato con sopra una fiamma; il fazzoletto in mano; il vestito viola o nero del lutto; il volto ovale, inclinato e rivolto al cielo, occhi grandi, bocca piccola da cui traspare la dentatura e mani giunte con dita intrecciate oppure braccia aperte. Meno frequentemente ha in mano la corona di spine. Soprattutto nelle statue spagnole, spesso il viso della Madonna è solcato dalle lacrime.

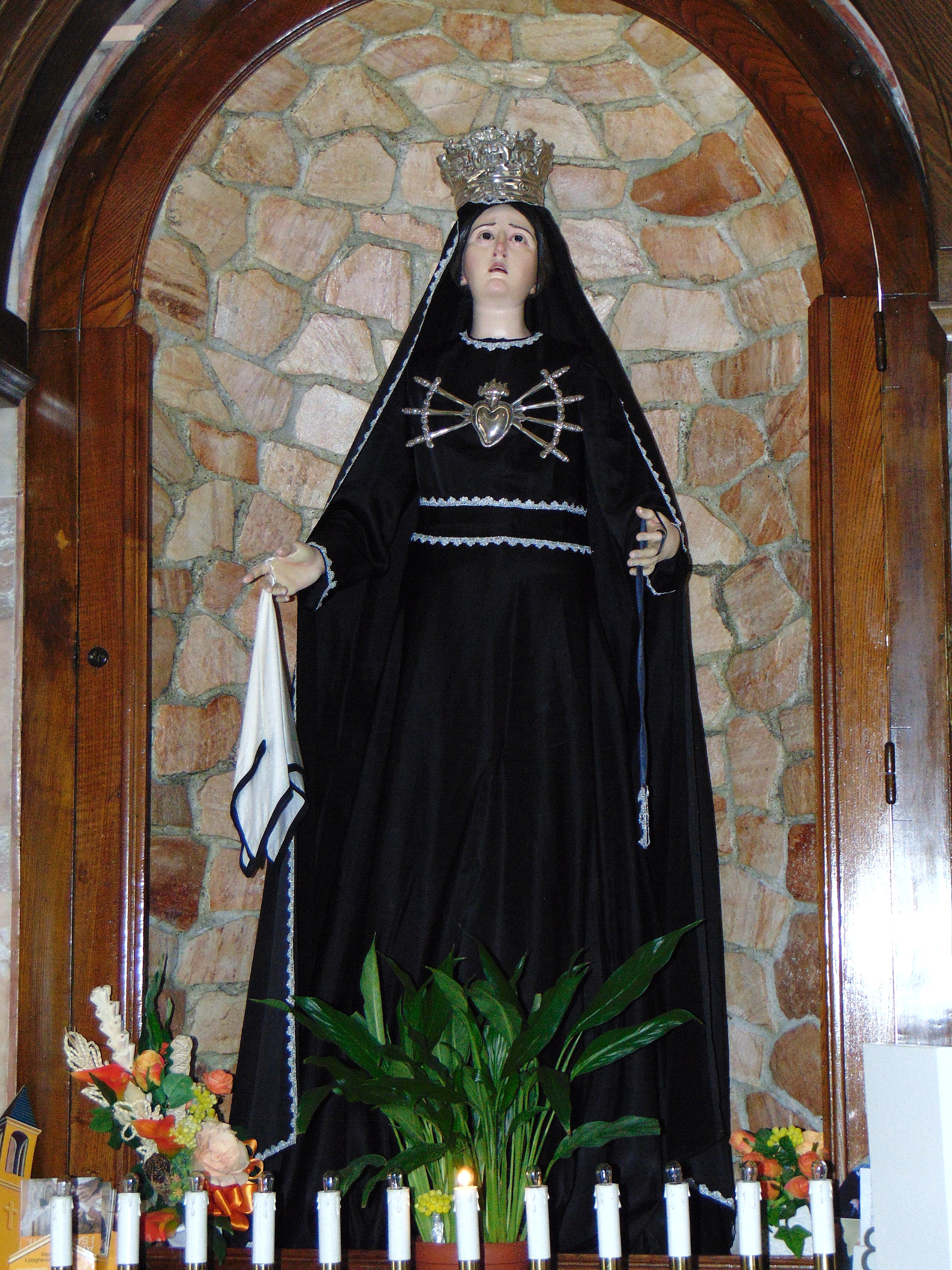
Statua della Madonna Addolorata di Sambiase, Lamezia Terme (CZ): ha il cuore trafitto da sette spade, uno dei più ricorrenti simboli nella classica iconografia dell'Addolorata (Foto Lorenzo Colistra).

Ci sono anche immagini dell'Addolorata con o senza la presenza di altri simboli: le Pietà e le Madonne Piangenti, e quelle della crocifissione, deposizione e sepoltura con Maria.

### I nomi dell'Addolorata
Nelle aree di lingua o influenza italiana
Maria o Mater Dolorosa o Dolorosa, Maria Desolata, Maria dei Sette Dolori, Beata Vergine del Pianto, Maria delle Lacrime o del Pianto, Maria della Pietà e Beata Maria Virgo Perdolens. La ricorrenza liturgica cade il 15 settembre.
Nelle aree di lingua o influenza spagnola
Virgen de las Angustias, Virgen de los Dolores, La Dolorosa, Virgen de la Piedad, Virgen de la Soledad, Virgen de la Amargura, Maria Dolores, Virgen de la Dolorita o la Dolorita e Viernes de Dolores.
Nelle aree di lingua o influenza francese
Notre-Dame des Sept Douleurs, Notre-Dame des Douleurs, Vierge de Piété, Notre-Dame de la Miséricorde, Notre-Dame du Soledade, Notre-Dame des Angoisses, Notre-Dame des Larmes, Notre-Dame du Calvaire, e Notre-Dame du Pranto.
Nelle aree di lingua inglese
Virgin Mary of Seven Sorrows, Our Lady of the Seven Dolours o Lady of Sorrows, Lady of Pain, Mary's Sorrows, Mother of Sorrows e Sorrowful Mother.
Bisogna tener presente che a volte lo stesso nome cambia significato o sfumatura a seconda della località e del momento liturgico dando luogo a feste legate ad eventi locali o ad altre ricorrenze. Questo è particolarmente vero per la Madonna delle Lacrime o del Pianto che a volte è festeggiata il 24 gennaio.

### Le date più importanti del culto
Le origini
- nel 1221 viene costruito nel monastero di Schönau il primo altare dedicato alla Mater Dolorosa;
- nel 1233 viene fondata la Compagnia di Maria Addolorata, detta anche dei Servi di Maria o dei Serviti;
- nel 1236 i 5 gaudi e dolori sono diventati 7;
- nel 1250 i Serviti arrivano in Lombardia e nel 1277 in Germania;
- nel 1304 approvazione della regola dei Servi di Maria;
- nel XIII-XIV secolo i Servi di Maria tedeschi mettono la celebrazione dei dolori di Maria al sabato Santo e diffondono la liturgia della Compassione di Maria ai piedi della croce.

L'Addolorata e la Settimana Santa
- nel XV secolo, prime celebrazioni nelle liturgie pasquali;
- nel 1414 il vescovo di Colonia aggiunge, a questa liturgia, la processione;
- nel 1423 il sinodo di Colonia stabilisce la celebrazione nel III venerdì dopo Pasqua;
- nel 1446 sono fissate le modalità della recita della corona dei sette dolori;
- alla fine del XV secolo Carlo V ordina tre dipinti per spiegare i sette dolori al popolo analfabeta e li espone nella chiesa di Burgos, sede della confraternita della Madonna Addolorata;
- nel 1506, alla morte improvvisa del marito Filippo I, la regina Giovanna dà vita alla processione dell'Entierro (sepoltura);.

Madonna del Pianto
- nel 1546, in una via di Roma, un dipinto con l'immagine della Madonna versa lacrime e nasce il culto di Maria del Pianto che si diffonde nelle Marche a cominciare da Fermo.

San Carlo Borromeo
- nel 1560-1584 nel sud Verbano si ha un particolare sviluppo della devozione dell'Addolorata, per opera di san Carlo Borromeo, successivamente anche nel sud arriva la sua influenza come dimostra la fondazione nel 1615 della Confraternita di San Carlo Borromeo a Sessa Aurunca per gestire le processioni della Settimana Santa.

Le confraternite
- nel 1590 a Palermo fondazione Confraternita Nostra Signora de la Soledad.

La festa a settembre
- nel 1600, per opera dei Serviti, si diffonde la processione e la festa dell'Addolorata nella terza domenica di settembre;
- nel 1667 è approvato ufficialmente il culto di Maria dei sette Dolori;
- nel 1668 viene approvata la Messa votiva dei Sette Dolori;

Il Miracolo delle tre stelle ed altri eventi
- il 30 maggio 1678 avviene a Varese il Miracolo delle tre stelle;
- nel 1670 a Taranto è fondata la Confraternita della SS. Addolorata e San Domenico;
- nel 1686 ad Agrigento è fondata l'Arciconfraternita di Maria S.S. dei Sette Dolori;
- nel 1694 nasce la Confraternita della Madonna dei Sette Dolori a Serra San Bruno;
- nel 1714 viene approvata la celebrazione dei Sette Dolori al venerdì precedente la domenica delle Palme;
- nel 1716 a Putignano è fondata la Confraternita di Maria S.S. Addolorata;
- nel 1735 Filippo V estende la festa dell'Addolorata a tutti i suoi domini;
- nel 1735 i Serviti istituiscono e diffondono la Via Matris.

Una festa universale
- nel 1750 Filippo V di Spagna stabilisce per il tutto il regno la festa dell'Addolorata al 15 di settembre;
- nel 1913 Pio X fissa la data definitiva della festa al 15 settembre, subito dopo la celebrazione dell'Esaltazione della Croce con il nome: Beata Vergine Maria Addolorata;

## Diffusione del culto

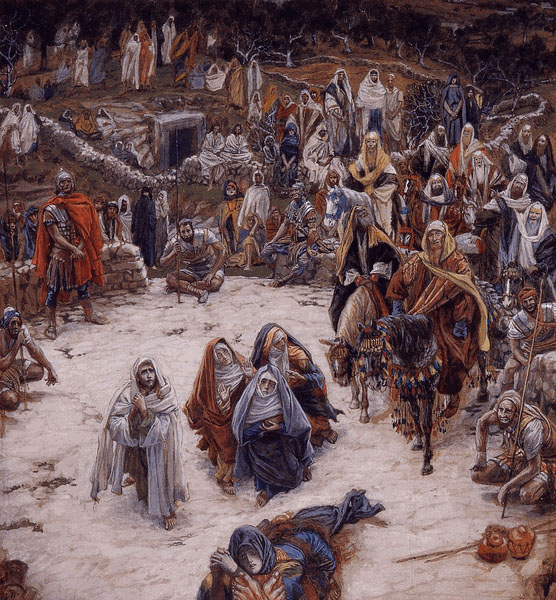
L'Addolorata (Tissot).

Il culto dell'Addolorata è stato diffuso in tutta Europa e successivamente in tutto il mondo, dai Serviti e poi anche dai francescani ed è divenuto uno dei culti più diffusi. Ebbe sviluppi diversi comunque legati alla Passione di Gesù. In Spagna e nei suoi domini ha prevalso l'aspetto pubblico e spettacolare la processione dell'Entierro (sepoltura) con la statua dell'Addolorata e, spesso, anche con altre figure, mentre in Germania e nelle aree limitrofe, ha prevalso un culto più severo espresso dalle Vesperbild, origine delle Pietà.
Ebbe inoltre un forte impulso da fatti straordinari come: la Madonna del Pianto a Roma nel 1546, il miracolo delle tre stelle nel 1678 a Varese; le apparizioni mariane di: Steinbach in Algovia (1730), Lipsia (1813), Castelpetroso (1888), Quito (1906), Fatima (1917), Kibeho (1981), Akita (1971) e Cuapa (1980) che fanno espliciti riferimenti alla Vergine Addolorata.
La Spagna e il culto dell'Addolorata
Il grande sviluppo che ha avuto il culto della Vergine Addolorata in Spagna, dove era stato portato dai Serviti, si ha in particolare dal 1506, con la processione dell'Entierro. Poi è diventata il suo più importante centro di diffusione nel mondo. Oggi un importante patrimonio di statue, un gran numero di confraternite e una grande passione permettono la celebrazione di numerose e fastose processioni durante tutto l'anno e in numerose località. Le statue spagnole si caratterizzano quasi sempre per il vestito molto sfarzoso, spesso con i colori del lutto nella Settimana Santa, col cuore in evidenza trafitto da spade e con sopra un fuoco, la testa ritta e piangente, un aspetto piacente, popolare, più simbolico che realistico. Le più famose processioni sono quelle della regione dell'Andalusia a Siviglia e Loja (Granada); della Castiglia-La Mancia a Ciudad Real, Hellin (Albacete), della Castiglia e León a León; della Murcia a Cartagena e Lorca.
Le congregazioni dell'Addolorata
In relazione alla diffusione della devozione ai dolori della Vergine, numerose famiglie religiose hanno inserito nel loro titolo un riferimento a Maria Addolorata: i Doloristi; le Serve di Maria Addolorata di Chioggia, di Firenze, dell'India, di Napoli, di Nocera Inferiore, di Pisa; le Serafiche; le Figlie del Santissimo Redentore e della Beata Vergine Addolorata; le Filippesi Figlie di Maria Addolorata; le Maestre Pie dell'Addolorata; gli Amigoniani; le consolatrici della Vergine Addolorata; le Sorelle Minime della Carità di Maria Addolorata; le Suore dell'Addolorata e della Santa Croce; le Suore Infermiere dell'Addolorata; le Clementine; le Suore Missionarie del Sacro Costato e di Maria Santissima Addolorata; le Suore della Santa Croce e dei Sette Dolori; le Suore della Santissima Madre Addolorata; le Suore Minime dell'Addolorata; le Figlie della Passione di Gesù Cristo e di Maria Addolorata.

### Il culto in Italia

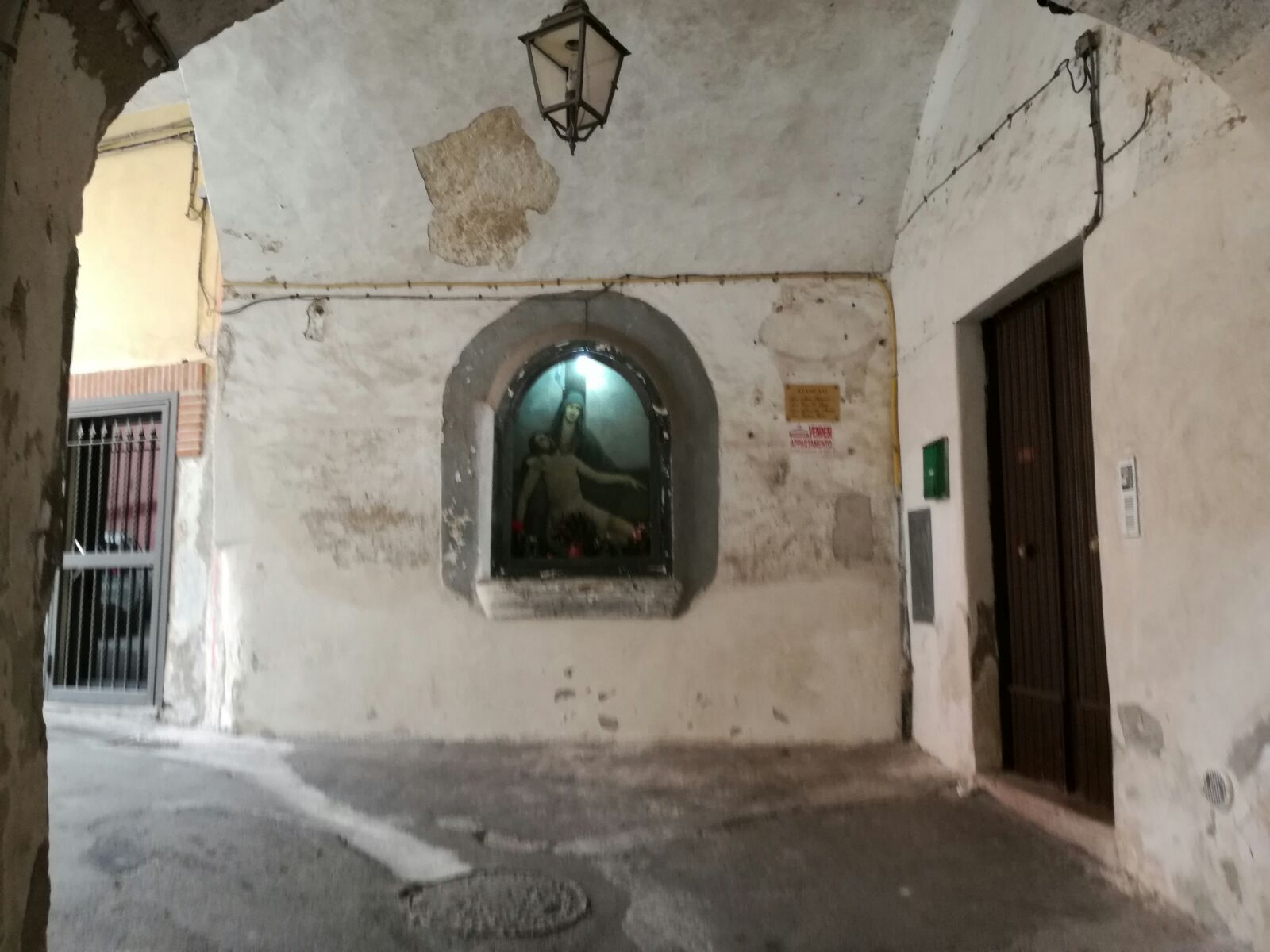
Affresco della Madonna Addolorata a Sessa Aurunca

Nel sud, si sono sviluppati e durano sino ai nostri giorni i culti legati alla Settimana Santa. Anche nel nord, dove la Spagna fu presente in alcune aree sino al 1714, si erano sviluppati gli stessi culti anche per l'opera di san Carlo Borromeo soprattutto nell'arcidiocesi di Milano (1560-1584), che allora si estendeva sino al Canton Ticino e alla provincia di Novara. Poi nel 1846 l'Austria proibì definitivamente, per motivi politici, tutte le processioni, salvando solo quella del Corpus Domini. Oggi, salvo rare eccezioni, si effettuano processioni solo a settembre e dove l'Addolorata è patrona. Nella Settimana Santa è spesso presente nelle Vie Crucis.
I santuari dell'Addolorata in Italia
I santuari sono centri importanti per il culto dell'Addolorata. Se ne trovano 40 al Nord di cui 15 nell'antico territorio dell'arcidiocesi di Milano, 8 nel centro, 18 nel sud e 12 in Sicilia.
Tra i più famosi non solo per l'Italia ci sono quelli di: Tolfa presso la chiesa del Monte della Rocca, Rho, Bergamo, Rifiano, Santuario di Pietralba, Castelpetroso, Cervinara, Cuceglio, Bisceglie, Lecce, Matino, Taviano, Taranto, Palermo, Pozzallo, 
 Siracusa, Scicli, Spiazzi.
Il culto dell'Addolorata nel nord d'Italia
Il culto alla Vergine Addolorata inizialmente diffuso dai Servi di Maria, e oggi presente in alcune aree ma in buona parte è stato sostituito da altri culti a Maria resistendo, soprattutto dove è patrona o esistono confraternite, con la festa di settembre. In ogni regione ci sono località particolarmente dedicate a questo culto ma è soprattutto diffuso nel Varesotto, Bergamasco, Novarese, Lecchese, Liguria Emilia e Romagna.
Il culto dell'Addolorata nel centro Italia
Inizialmente il culto dell'Addolorata si è diffuso per opera dei Servi di Maria soprattutto nella parte più settentrionale, mentre nella parte più meridionale, allora dominio spagnolo, è stato diffuso dalla soprattutto con il rito dell'Entierro o Cristo Morto. Poi il legame particolare con Roma e alcuni avvenimenti hanno fatto percorrere anche strade autonome. Tra questi vanno certamente annoverati quelli del santuario della Madonna Addolorata di Castelpetroso, molto probabilmente il più noto nel mondo per l'opera dei frati francescani e la tradizione della Madonna del Pianto con il suo centro a Fermo. Spesso il culto dell'Addolorata si sovrappone a quello con le lacrimazioni di Maria. In Toscana, a partire dal 1484, e soprattutto del Cinquecento, le cronache parlano di immagini della Vergine che hanno pianto o lacrimato sangue.
Il culto dell'Addolorata nel Sud e nelle Isole d'Italia
La devozione per l'Addolorata, tra le popolazioni mediterranee, è tra quelle più sentite tra i culti mariani, forse perché la mostra nella sua condizione più umana. La Sicilia è sicuramente la regione in Italia più importante per il culto dell'Addolorata. Anche in Puglia ci sono importanti presenze. In queste regioni molto importante è il ruolo delle confraternite. In Calabria, l'Addolorata è celebrata in particolare nella Settimana Santa. La ricchezza e la varietà dei riti e delle feste dell'Addolorata trovano la loro massima estensione nella Settimana Santa. La vicenda del dolore di Maria si intreccia con le vicende della passione. Alcuni dei riti sono diversi da paese a paese, ma quasi tutti ripropongono lo schema dell'Entierro al venerdì Santo preceduto al giovedì dalla processione dedicata all'Addolorata. Nelle processioni, oltre al Cristo Morto e all'Addolorata, compaiono spesso le Varette o le Vare ossia piattaforme, di norma trasportate a spalla, dove sono rappresentate scene della passione di Gesù, come nel caso di Lamezia Terme, Pizzo Calabro, Barcellona Pozzo di Gotto, Amantea, Mili San Pietro, Sessa Aurunca e tanti altri ancora. A settembre i suoi festeggiamenti sono diffusi ma le processioni sono rare.

## Le raffigurazioni

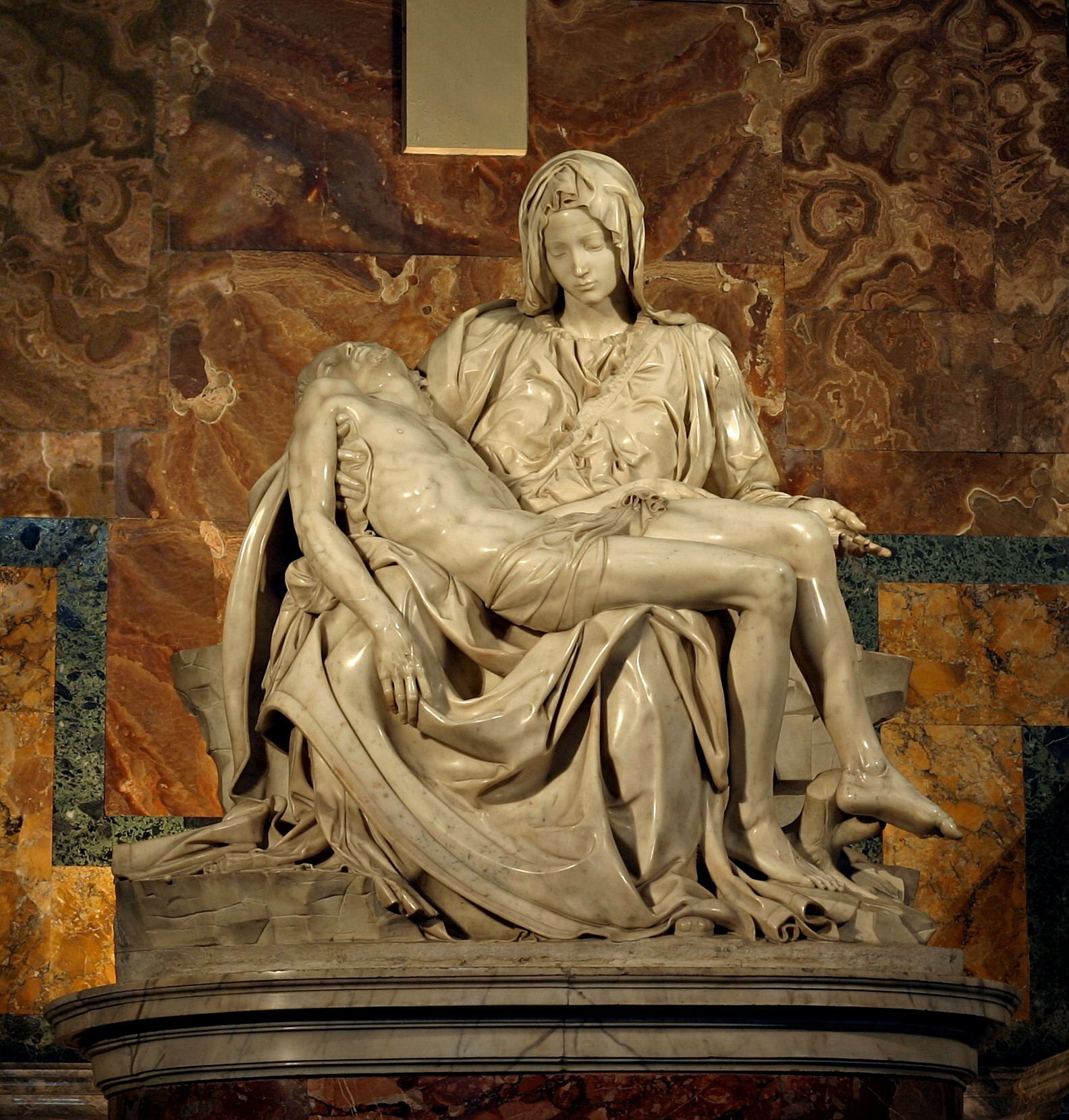
La Pietà Vaticana di Michelangelo Buonarroti, basilica di San Pietro in Vaticano.

Numerose sono le statue, a volte con gli arti mobili, della Vergine Addolorata con i simboli tradizionali, utilizzate nelle processioni della Settimana Santa e della sua festa. Ma sono anche molto diffusi i dipinti e gli arazzi.
Inoltre nel corso del Trecento si diffuse nell'Europa centrale di lingua tedesca un nuovo soggetto iconografico, noto con il nome di Vesperbild. La parola significa letteralmente immagine del tramonto, o del vespro, e sta ad indicare una serie di piccole sculture in legno dipinto, in gesso o in terracotta, che rappresentano la Madonna seduta che sostiene, sulle proprie gambe, il corpo esanime e irrigidito di Gesù, morto la sera del venerdì santo. Questa rappresentazione non è riconducibile ad alcun racconto presente sui Vangeli, né, eventualmente, sui testi apocrifi che narrano le vicende della vita di Cristo. Una invenzione, dunque, o più semplicemente una interpretazione popolare di ciò che verosimilmente potrebbe essere accaduto subito dopo la deposizione di Gesù dalla croce: i testi sacri narrano che al momento della crocifissione e della sepoltura la Madonna era presente accanto al proprio Figlio.
Dai Vesperbild nacque infatti il tema iconografico, noto col nome di Pietà, che numerosi maestri del XVI secolo dipinsero.
La più famosa è senz'altro la Pietà di Michelangelo Buonarroti, che scolpì in un bianco blocco di marmo di Carrara, custodita in una cappella della basilica di San Pietro a Roma.